# Константинос Константину
Константинос Константину (грч. Κωσταντίνος Κωνσταντίνου) је био грчки бициклиста, којим је учествовао на Олимпијским играма 1896. у Атини.
Константину је 12. априла учествовао у друмској трци на 87 километара од Атине до Маратона и назад. Његов тачан пласман од четвртог до седмог места, није се мога одредити јер времена нису регистрована.
У другој дисциплини трка 12 сати Костантину је био у групи која није завршила трку.